# 청규아총감
《청규아총감》(请叫我总监)은 2022년 방송되었던 중국의 드라마이다.

## 등장 인물
- 탄쑹윈 - 닝멍 역
- 린겅신 - 루지밍 역
- 바이빙 - 한이멍 역
- 궁베이비 - 석영 역
- 류창 (刘畅) - 쑤웨이란 역
- 소흠 (苏鑫) - 증우항 역
- 왕슈주 - 허사념 역
- 왕려나 (王丽娜) - 샤오천 역
- 류은가 (刘恩佳) - 우기 역
- 곡고위 (曲高位) - 하악련 역